# František Myšák
František Myšák (1870–1941) patřil mezi nejznámější pražské cukráře a jeho cukrárnu a kavárnu ve Vodičkově ulici navštěvovali významní umělci, sportovci a politici.

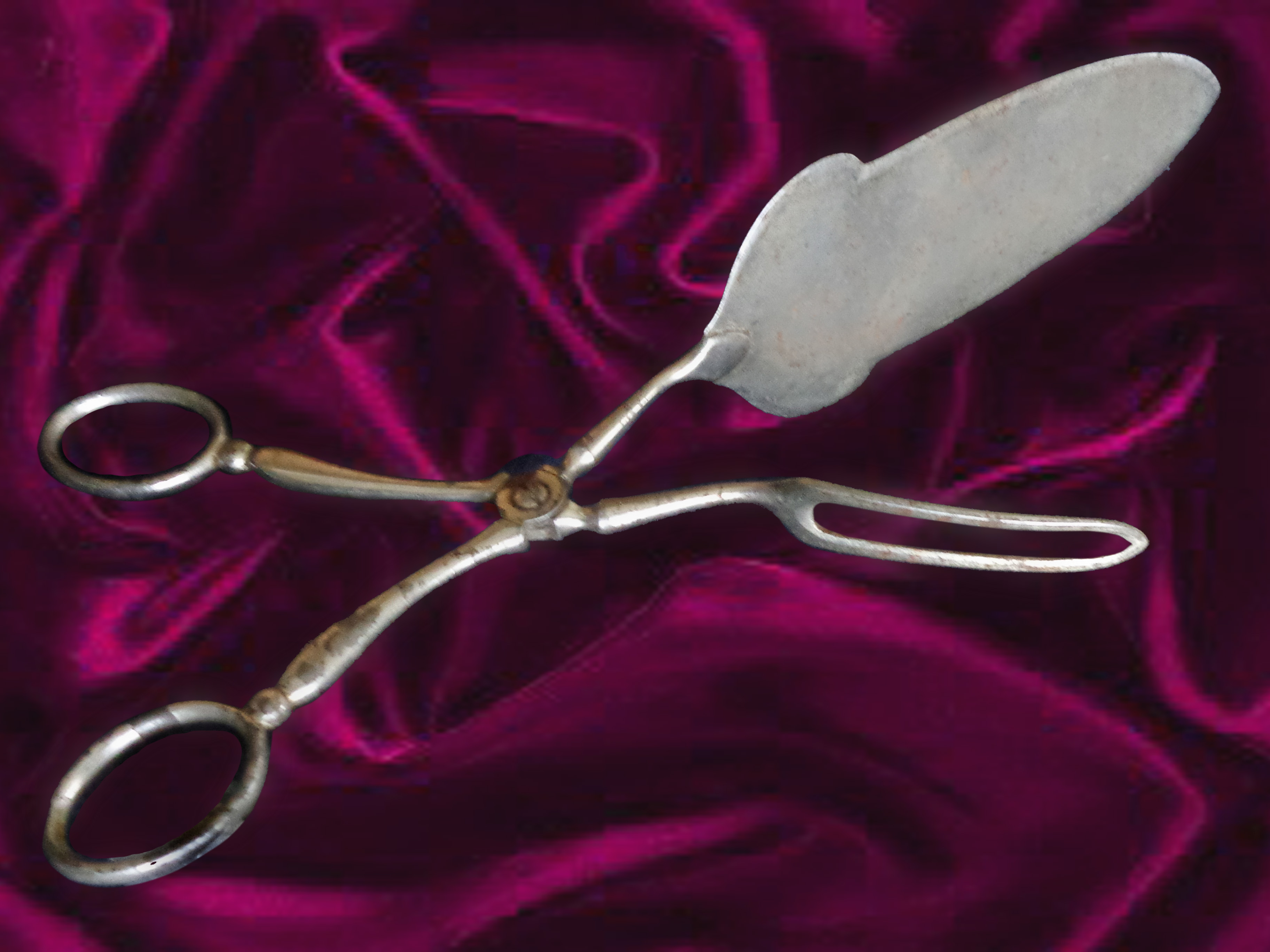
Servírovací kleště na zákusky

## Život
František Myšák byl vyučený cukrář a v roce 1904 si pořídil v čísle 699 (roh ulic Vodičkovy a V Jámě) cukrárnu. Později koupil vlastní dům v č. p. 710 a svůj cukrářský závod sem přenesl. Součástí cukrárny byla kavárenská místnost. Výklady se vchodem uprostřed a nádherný mosazný portál, navrhl pražský architekt Josef Rosipal.

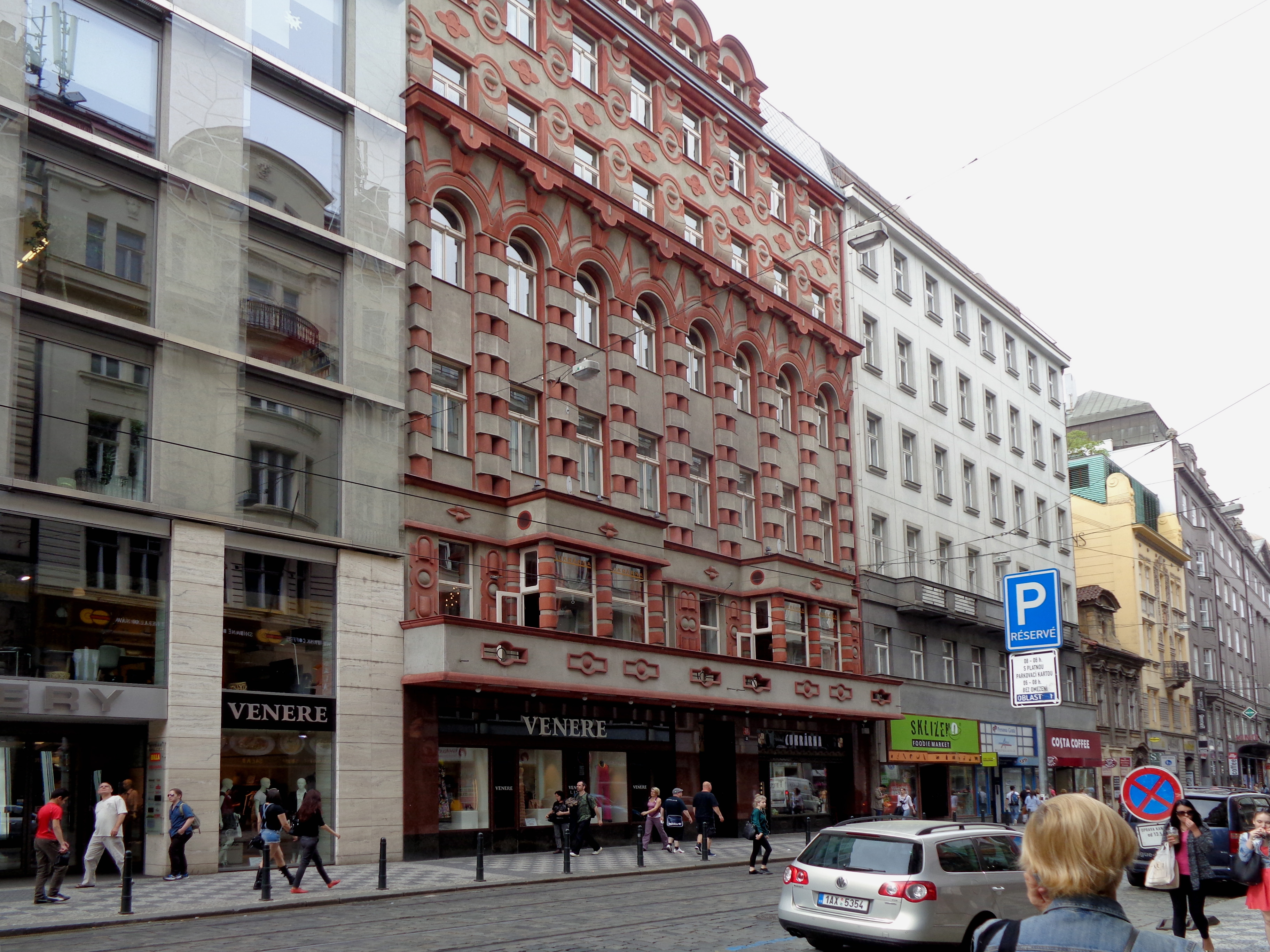
František Myšák fasáda domu
s cukrárnou

### Rozšíření cukrárny
V roce 1923 byla provedena přístavba dalších pater domu. Do horního vybudovaného patra byla situována kavárna. Přestavba původního domu pro Františka Myšáka byla možná řešena, nebo alespoň konzultována s arch. Josefem Gočárem, který byl přítelem pana Myšáka. 

Konkurence v Praze byla veliká, téměř 725 cukráren. K Myšákovi chodila elita od prezidenta Masaryka, pěvkyně Emy Destinnové, básníka Svatopluka Machara, po herce Oldřicha Nového, nebo Adinu Mandlovou. Na práci ve firmě pana Myšáka se podílelo mnoho členů rodiny, z cukrářských i jiných profesí. Bylo důležité, aby cukráři, číšníci i kuchaři získávali praxi v zahraničí.

### Zavření Myšákovy cukrárny

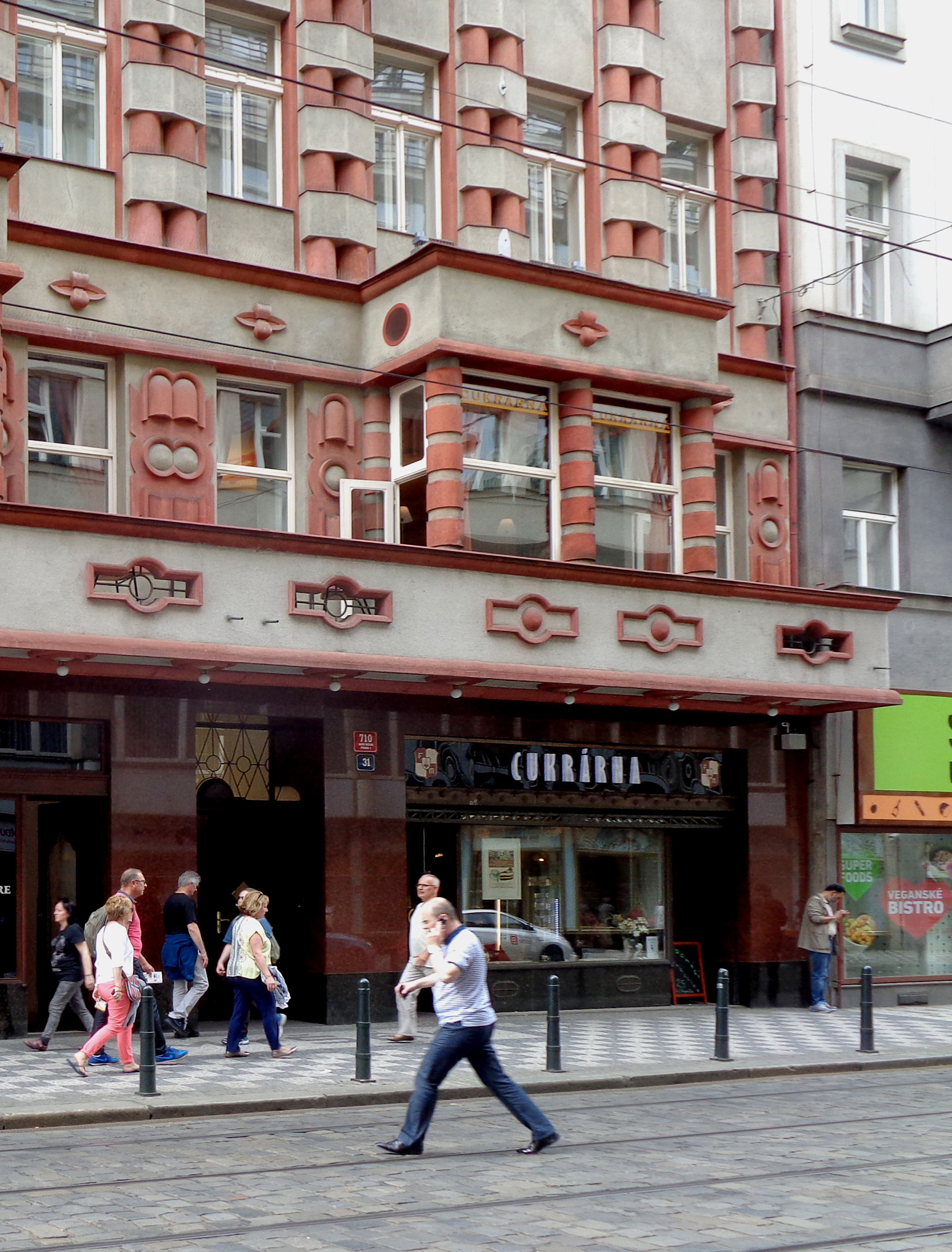
Vstup do obnovené cukrárny
U Myšáka

František Myšák, průkopník moderní cukrářské výroby, vyšel podobně jako Antonín Berger ze skrovných poměrů. Vlastní pílí i nadáním se vypracoval a stal se mistrem cukrářského oboru. Slušnost, poctivost a morálka to bylo heslo, kterým se řídil.
Tyto dobré vlastnosti byly vždy v jeho živnosti dodržovány.
František Myšák, zakladatel známé pražské cukrárny, zemřel v roce 1941. Byl pohřben na Olšanských hřbitovech. Po smrti otce převzal cukrárnu jeho syn, František Myšák. Koncem války Němci na rok cukrárnu úředně uzavřeli.

## Cukrárna Františka Myšáka po roce 1948
V roce 1949 byl dům pronajat národnímu podniku Odkolek a o rok později byl všechen majetek Františka Myšáka znárodněn.
Cukrárna si zachovala svou pověst i po znárodnění, byť jeho syn po roce 1948 musel pracovat v jáchymovských dolech.
V roce 1958 se marcipánové výtvory Františka Myšáka – syna, dostaly na Světovou výstavu v Bruselu (v roce 1975 vyhrál svou poslední světovou soutěž). Mimo jiné vytvořil i koš s houbami z marcipánu. Vše bylo věrně zhotoveno a k nerozeznání od skutečných hub nasbíraných někde v lese. Pražané obdivovali tento umělecký výtvor vystavený ve výloze. V dalších letech se ale jeho přítomnost stala v cukrárně nežádoucí. Pověst cukrárny však přežila i dobu vlády jedné strany. František Myšák, syn zakladatele firmy, zemřel v roce 1992 v 85 letech.

## Tradice a dobrý příklad pražských cukrářů
Vynikající úspěch pražských mistrů cukrářů ovlivnil i mnoho následovníků v různých městech republiky a pozvedl velmi významně úroveň cukrářské profese v Československu. Vznikalo mnoho autorských nových receptur a moderních technologických postupů. Příklad pražských průkopníků cukrářství ovlivnil významně celý obor výroby dortů, dezertů, čokolády a cukrovinek.

## Obrazová galerie U Myšáka po obnovení

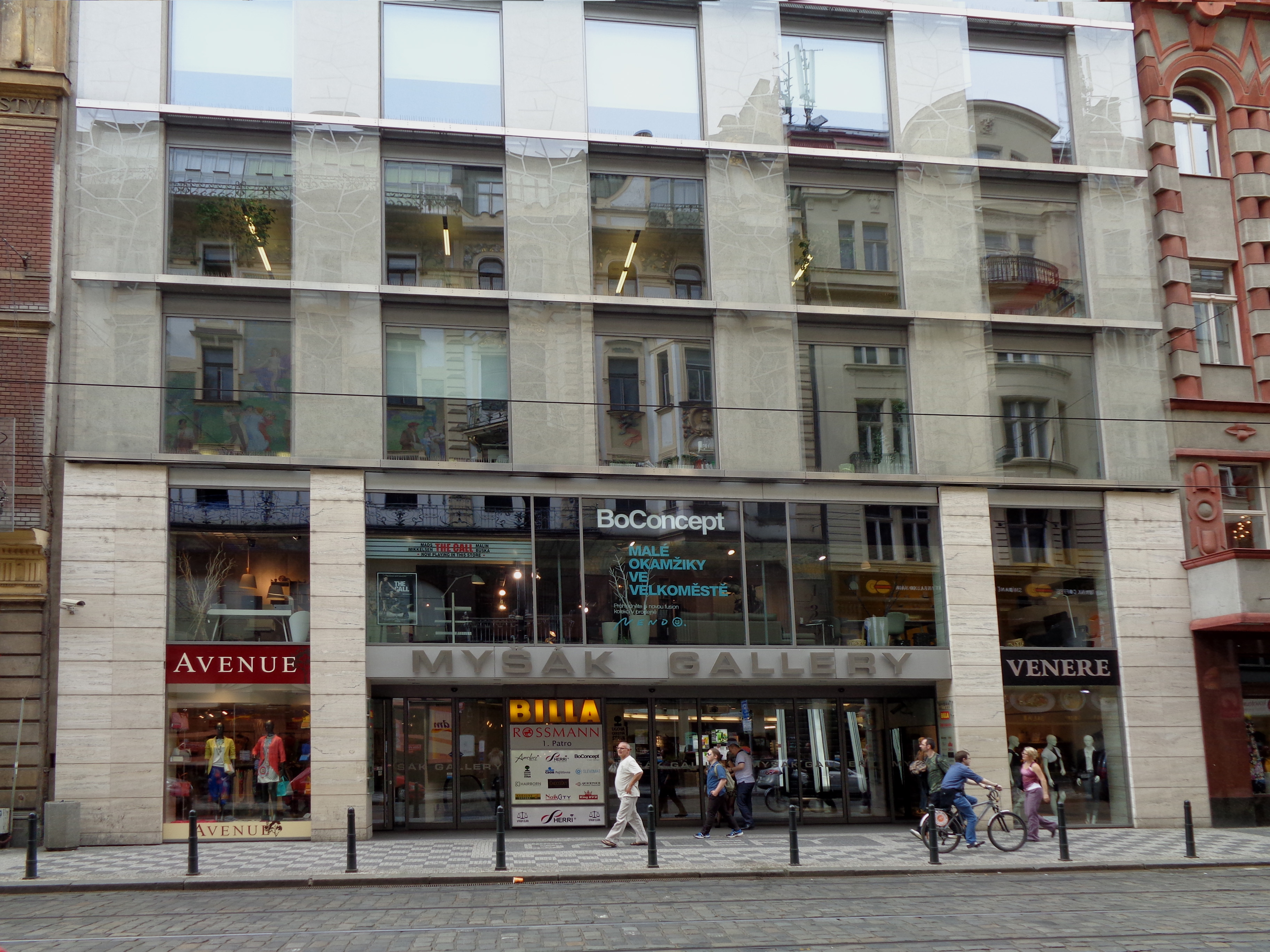
Moderní fasáda Myšák Gallery
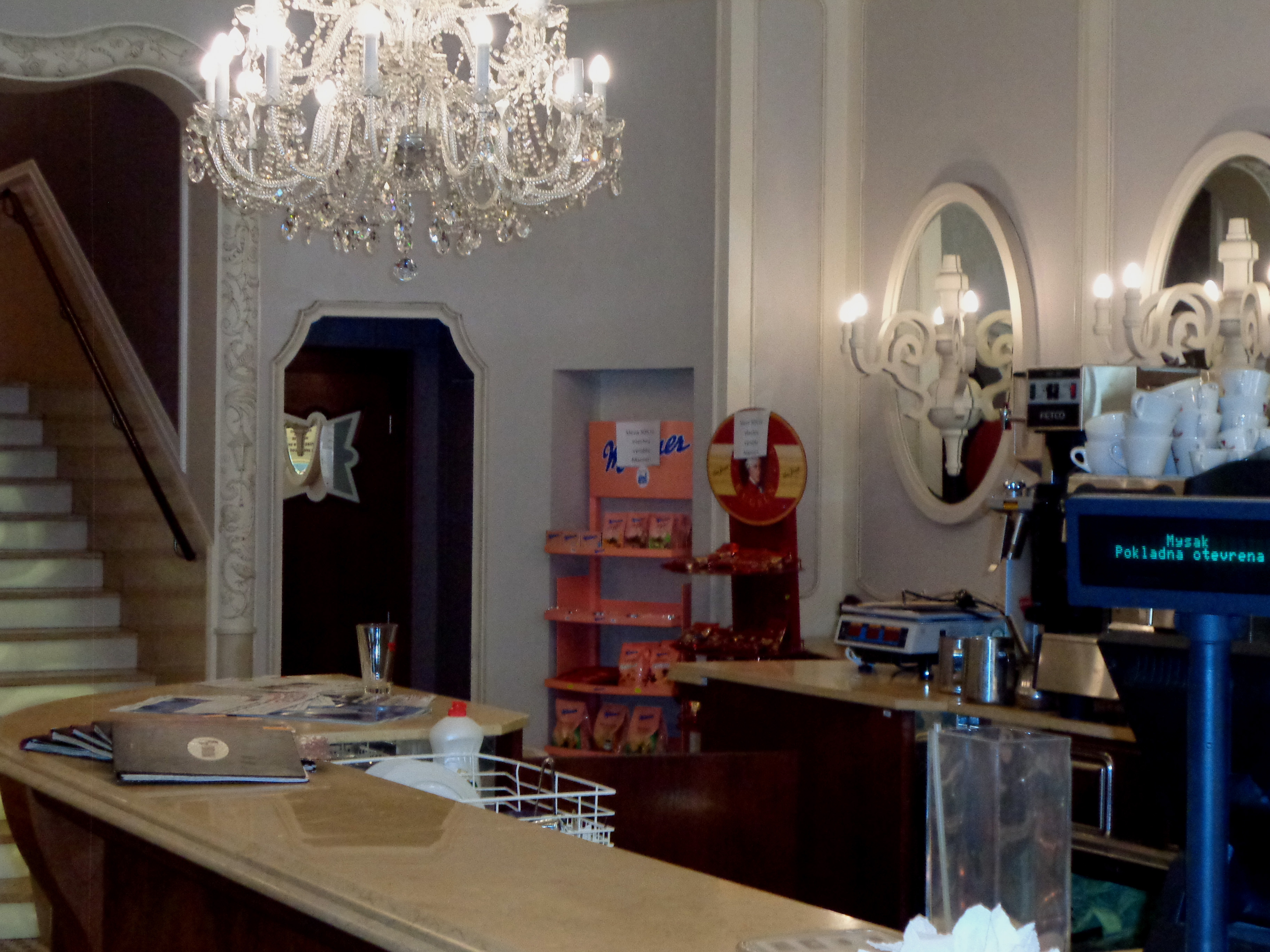
Obnovená cukrárna – interiér
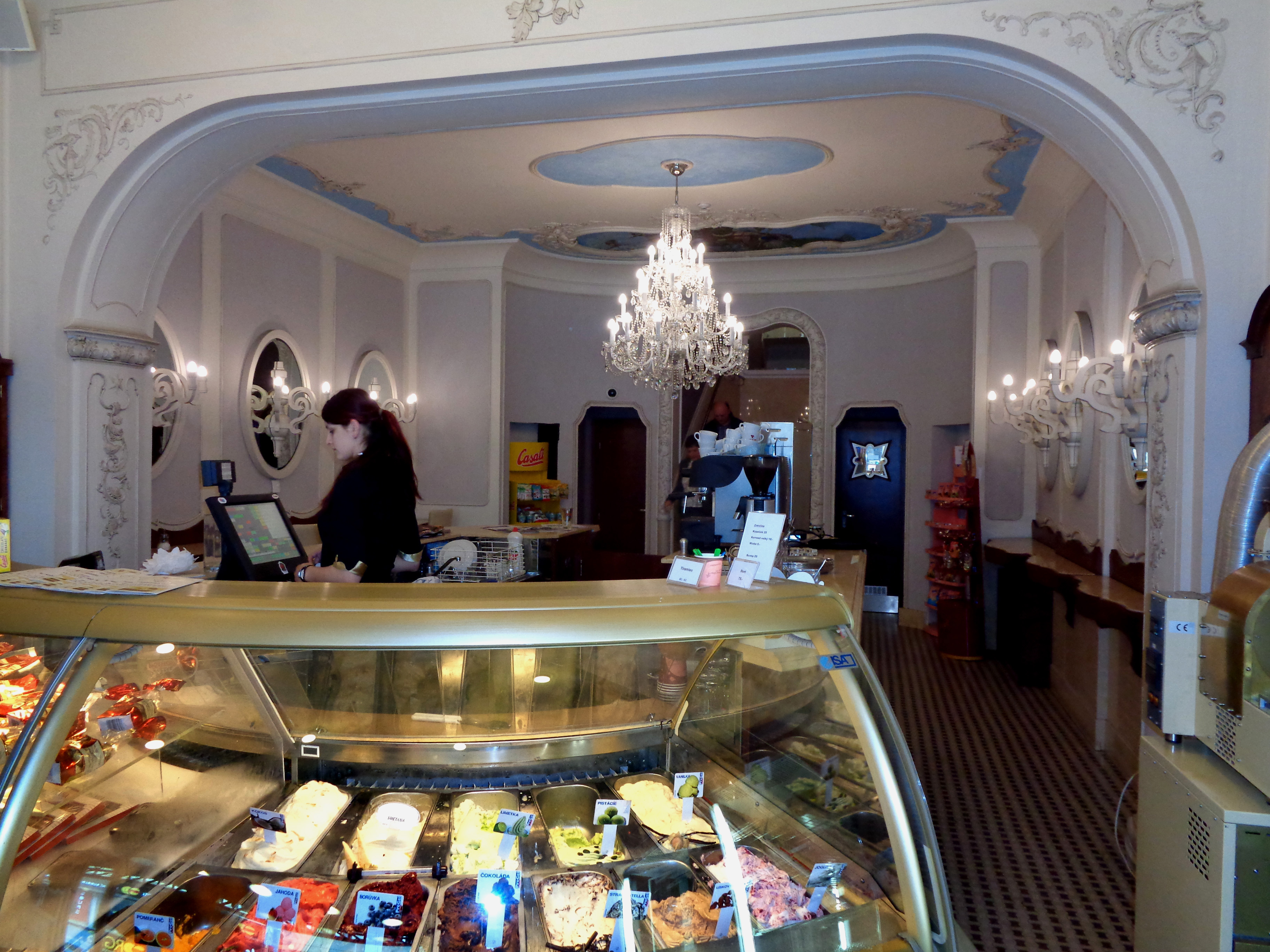
Myšákova cukrárna – prodejní pult